# Harald Thafvelin

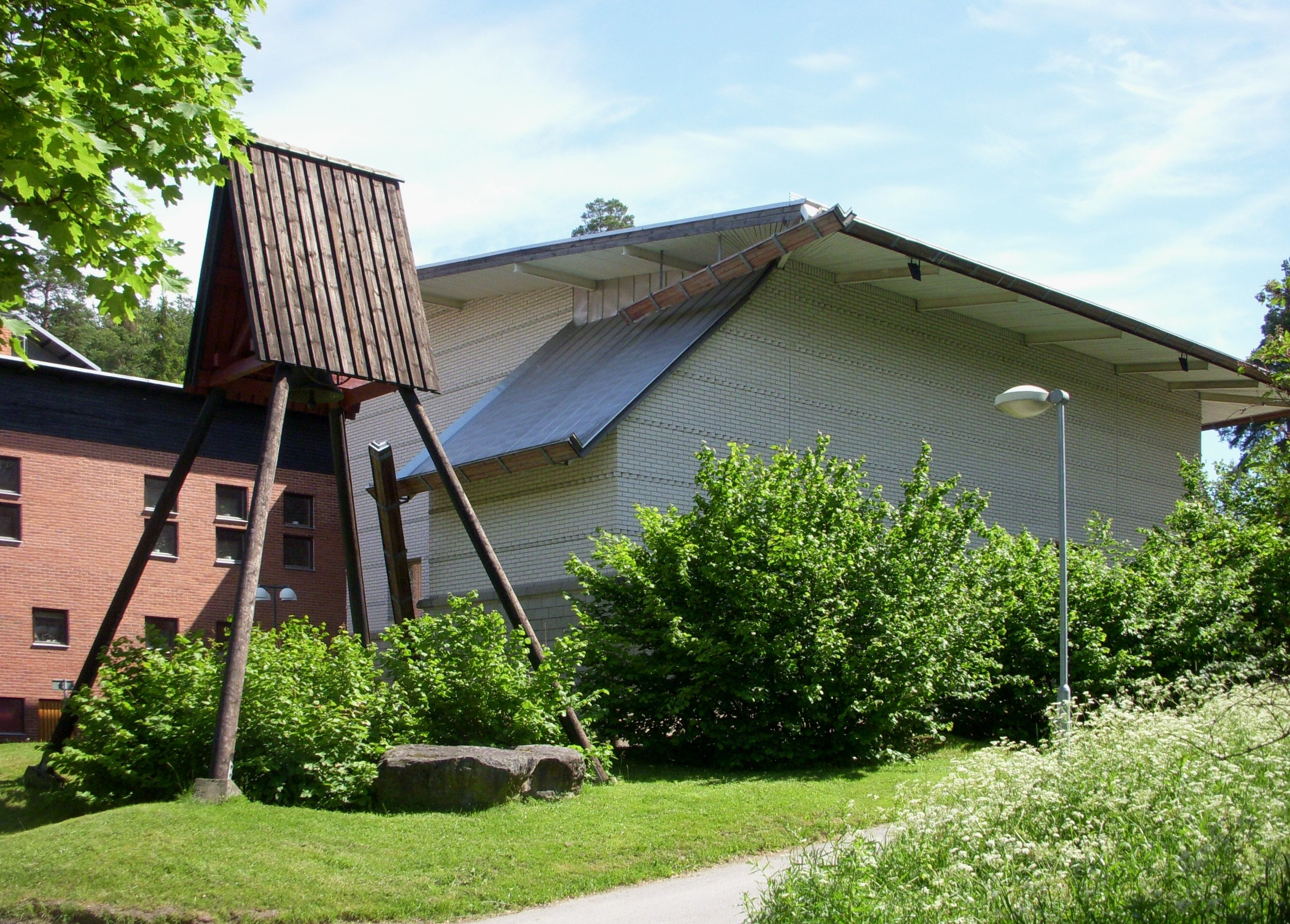
Vårby gårds kyrka, juni 2010.

Harald Thafvelin, född 1920, död 1995, var en svensk arkitekt och professor.
Harald Thafvelin var verksam som arkitekt från mitten av 1940-talet. Till en början var han anställd, från 1961 hade han egen verksamhet i Stockholm. Från 1978 var han professor i formlära vid Lunds tekniska högskola. Thafvelin hade ett brett arbetsområde och ritade såväl villor som stadsplaner, men hans specialoråde var gestaltning av kyrkobyggnader och kyrkogårdar, som kyrkogårdar i Vreta klosters församling, Arboga och Stora Tuna församling, församlingshem i Eskilstuna samt kyrkorestaureringar i bland annat Mo kyrka i Dalsland, Knivsta kyrka, Degerfors kyrka, Anderstorps kyrka och Vårby gårds kyrka i Huddinge. 
Till ett av hans mera uppmärksammade arbeten hör Vårby gårds kyrka i Huddinge församling som han skapade åren 1973 till 1975 (invigd 1975). Kyrkan räknas som en av Sveriges första postmoderna byggnader präglad av en färgglad och fantasifull arkitektur och är sedan 1990 skyddat enligt kulturmiljölagen. I samband med invigningen av Vårgy gårds kyrkans orgel 1978 uttryckte Thafvelin sina tankar beträffande kyrkans formgivning på följande sätt: ”Grekisk form från Jesu tid har inspirerat mig. Eller snarare. Det är deras tankar som format mig. Jag har format i min tur.” 
Thafvelins formgivningsteorier att arbeta med kontraster och "ologiska sammanställningar" av arkitekturelement, som kom i uttryck i bland annat Vårby gårds kyrka framkallade även kritik av samtiden. Thafvelin finns representerad vid bland annat Nationalmuseum i Stockholm.
Harald var även författare till ett flertal böcker, däribland Gestaltperspektiv och hussamt Arkitektursimulering.